# Colline
Pour les articles homonymes, voir Colline (homonymie).
Pour les articles ayant des titres homophones, voir Coline et Colleen.
 (avril 2010).
Si vous disposez d'ouvrages ou d'articles de référence ou si vous connaissez des sites web de qualité traitant du thème abordé ici, merci de compléter l'article en donnant les références utiles à sa vérifiabilité et en les liant à la section « Notes et références ».

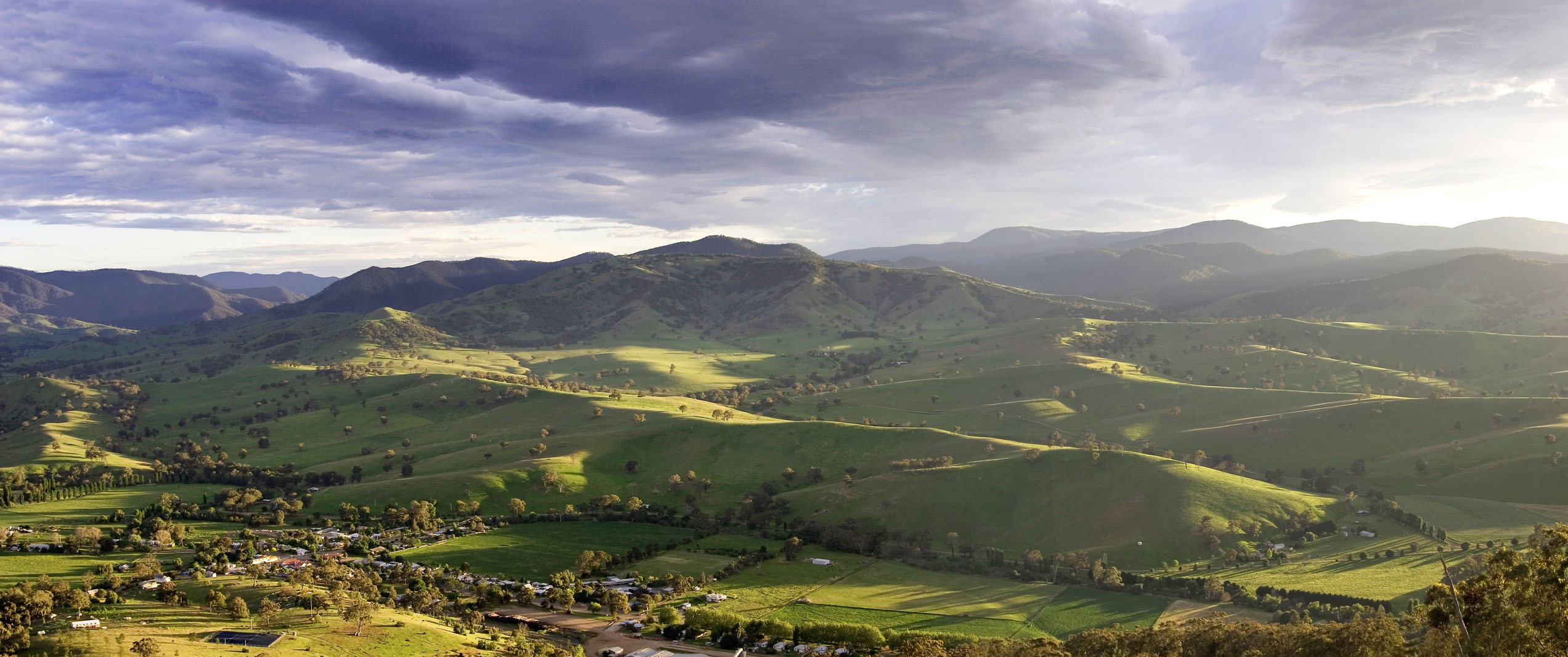
Collines de Swifts Creek, dans le Victoria (Australie).

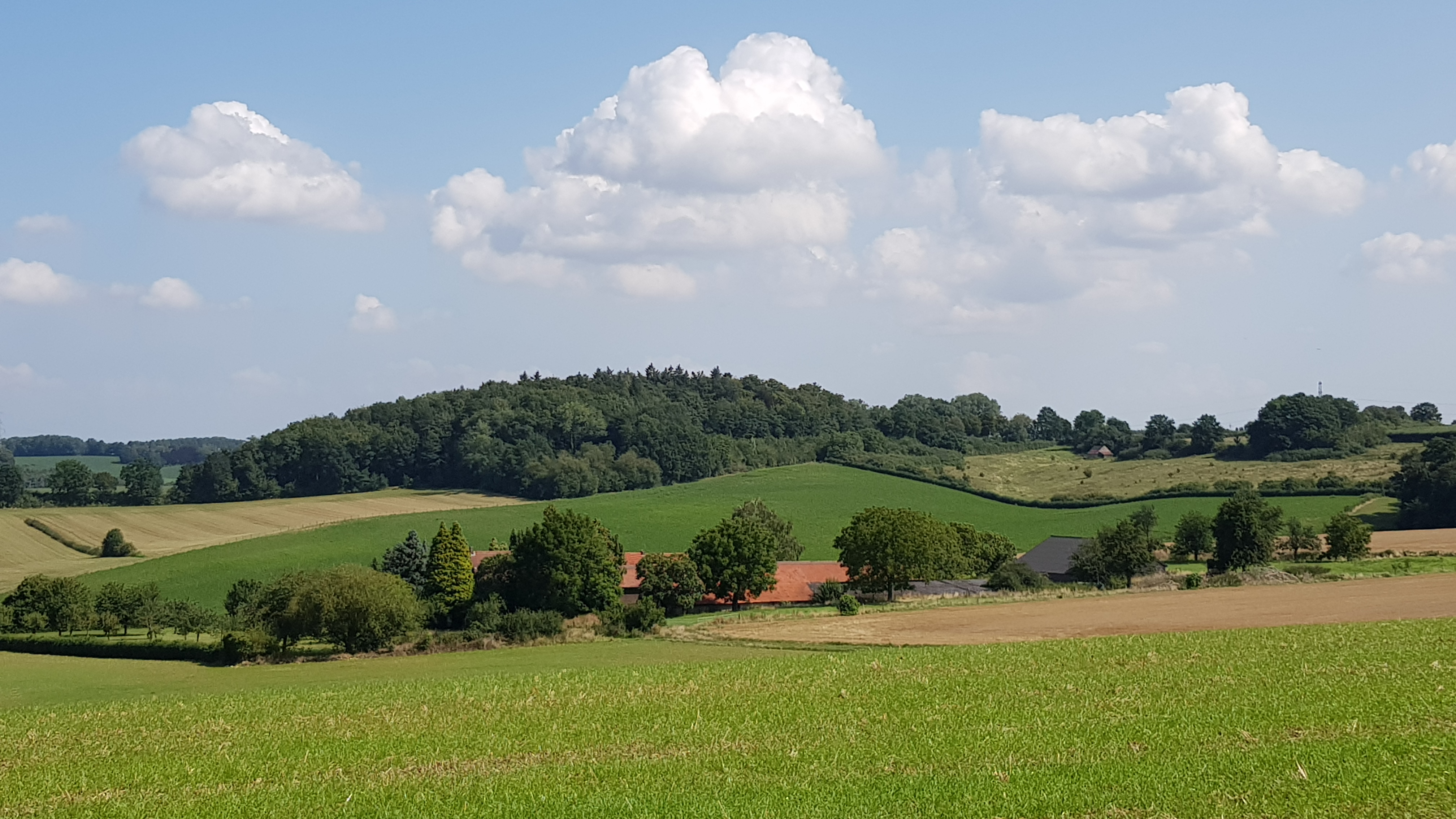
Collines dans le Limbourg, dans le sud-est des Pays-Bas, autrement connus pour leurs reliefs plats.

Une colline est un relief généralement modéré et relativement peu étendu qui s'élève au-dessus d'une plaine ou d'un plateau et se distingue dans le paysage. Les collines peuvent être isolées ou se regrouper en champs de collines.

## Étymologie
Le mot colline est mentionné pour la première fois en 1555 . Il s’agit d’un emprunt probable à l'italien collina, lui-même issu de la locution bas latin loca collina, le terme collinus étant dérivé du latin collis « colline ».
La nature récente de l’emprunt explique l'absence du mot colline dans la toponymie française traditionnelle (hormis dans de rares créations très récentes). C'est pourquoi il est généralement rendu par l’appellatif toponymique mont, sous forme préfixée Mont- (exemple : Montgommery, Montmartre) ou suffixée -mont (Chaumont, Caumont, Bracquemont, etc.). On trouve aussi le terme plus récent de butte pour désigner une colline de faible altitude, souvent à sommet aplati. On le reconnaît dans la butte Montmartre, les buttes Chaumont à Paris ou encore la butte Chaumont, une des collines les plus élevées de Normandie. Il s’agit dans ce cas de trois toponymes pléonastiques.
Cependant, il existe une grande variété de termes dialectaux dont la plupart ont aujourd’hui disparu. Ainsi, en Normandie, on dénombre de nombreuses appellations médiévales pour désigner une colline ou une hauteur, dont certains ont pu subsister jusqu’à nos jours. Ainsi, un petit mont se dit-il dialectalement mouchel, d’où les nombreux le Mouchel. Ailleurs, on peut trouver le Moussel, tandis qu'à l'est la forme commune est plutôt Moncel. Ces mots sont des versions dialectales ou anciennes équivalentes au mot monceau du français standard, ce dernier ayant le sens plus restreint de « tas, amas ». Tous sont issus ultimement du bas latin monticellus qui signifie précisément « colline ». On trouve aussi en Normandie l'ancien terme de Hogue ou Hougue (Nord Cotentin), le premier se référant plutôt à une colline boisée, le second ayant simplement le sens de colline ou de hauteur, voire de tas dans les marais de la Dives. Ainsi trouve-t-on par exemple un village Les Hogues dans l'Eure ou Saint-Vaast-la-Hougue dans la Manche. Ils procèdent tous deux de l'ancien scandinave haugr « tumulus, tas, colline » (accusatif pluriel hauga) cf. islandais haugur; norvégien haug « colline ».

## Définition
Contrairement aux pays anglophones qui distinguent les collines (hills) des montagnes (mountains) en fonction de leur dénivelé (la limite est à 600 mètres environ), il n'existe pas dans les pays francophones de limite officielle (une particularité dont l'auteur joue dans le titre du film L'Anglais qui gravit une colline mais descendit une montagne).
En particulier, de modestes collines (de 100 à 600 mètres) sont parfois qualifiées de montagne lorsque leur forme est abrupte, lorsque leur présence contraste beaucoup dans un paysage très plat ou lorsqu'elles constituent une barrière assez étendue à l'horizon. En outre, ces collines ont souvent conservé leur dénomination toponymique ancienne de mont.
En français, la dénomination colline est donc très subjective, tout comme celle de mont par le passé. L'emprunt à l'italien a sans doute représenté une tentative imparfaite pour échapper à la polysémie et au champ sémantique très large du terme mont.

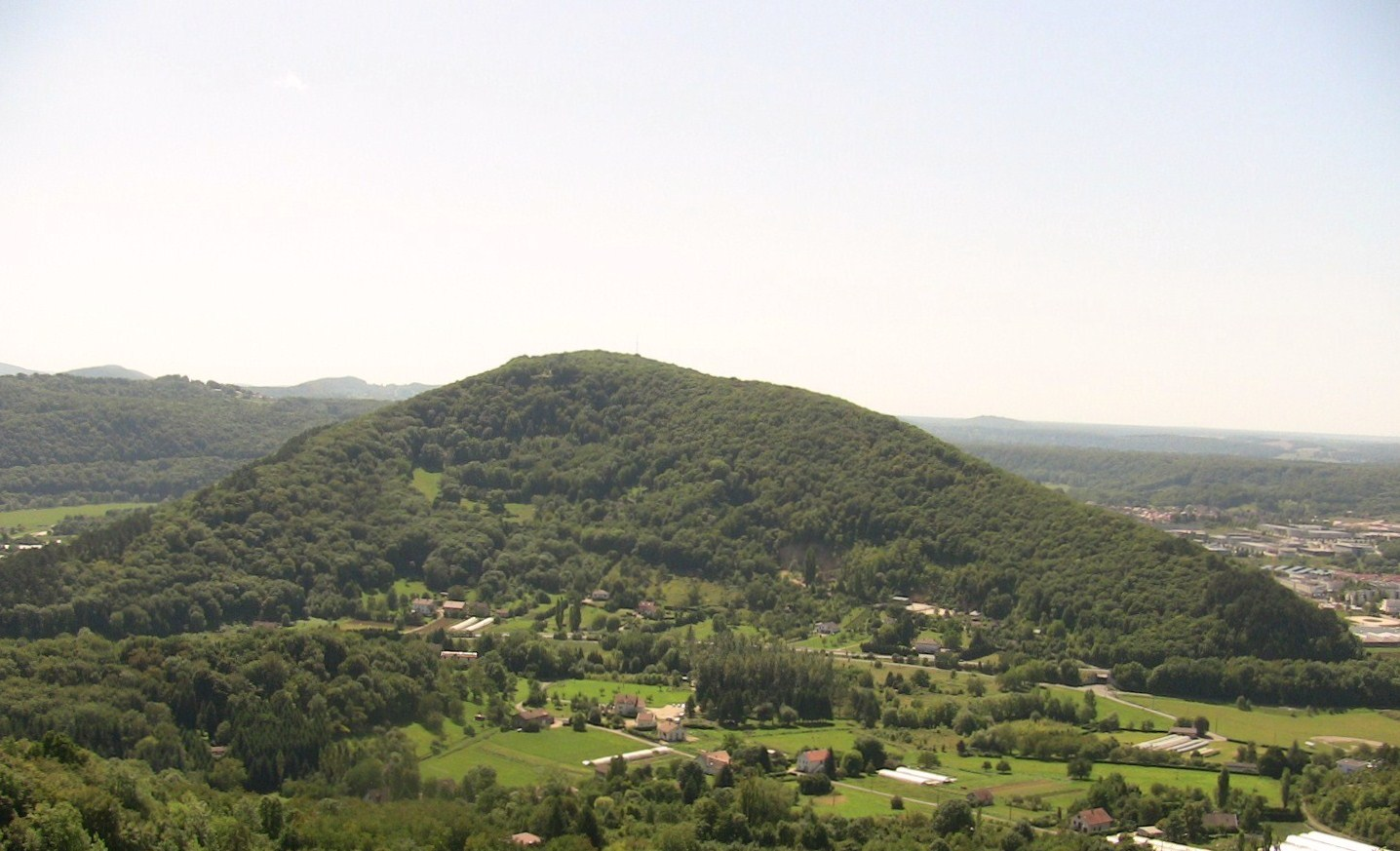
Colline de Planoise, à Besançon (Doubs).
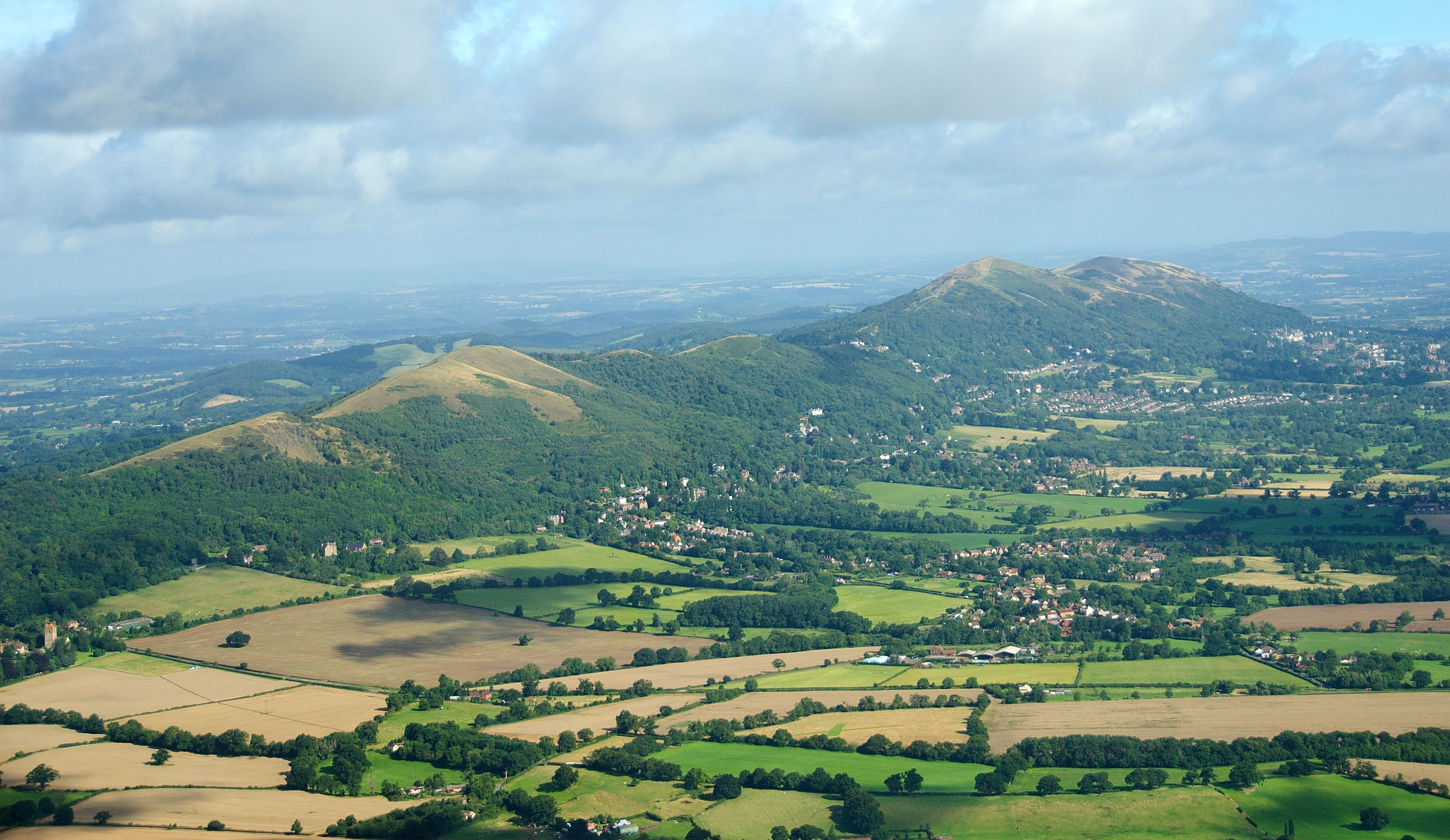
Les Malvern Hills, chaîne de collines dans l'ouest de  l'Angleterre, Royaume-Uni.
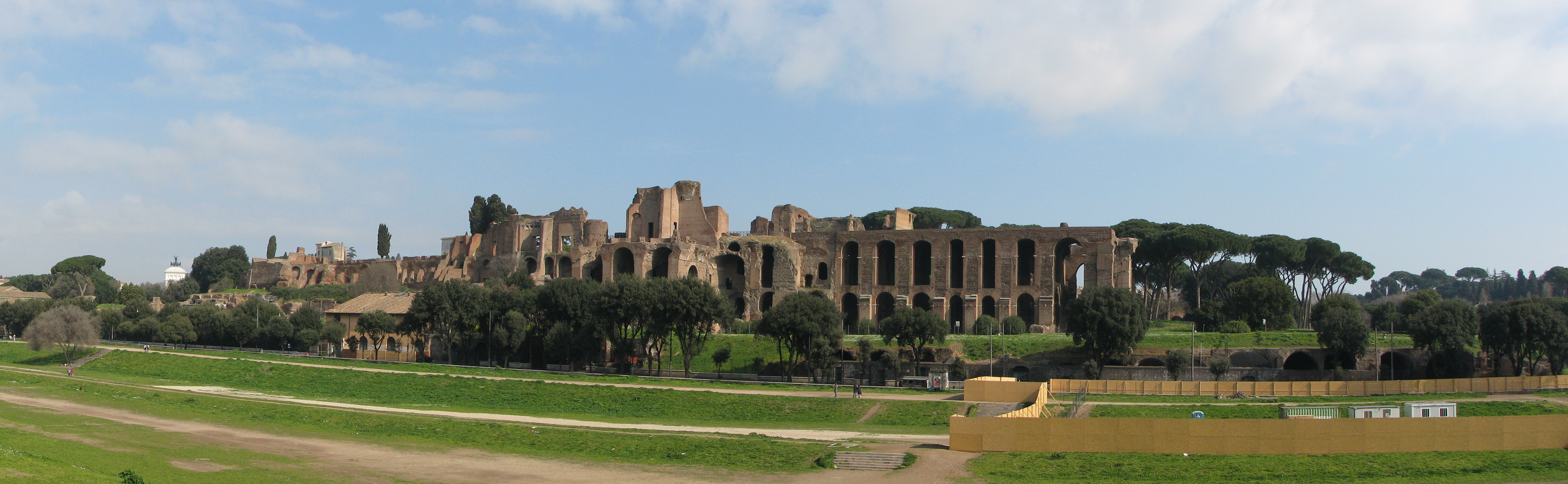
Le mont Palatin, une des sept collines de Rome.